# Iufi
Iufi (auch Ifi) war eine Prinzessin des altägyptischen Alten Reichs, wahrscheinlich der frühen 5. Dynastie. Sie trug diesen Titel vermutlich nur ehrenhalber. Ihr Grab befindet sich im mittelägyptischen Hemamieh.

## Herkunft und Familie

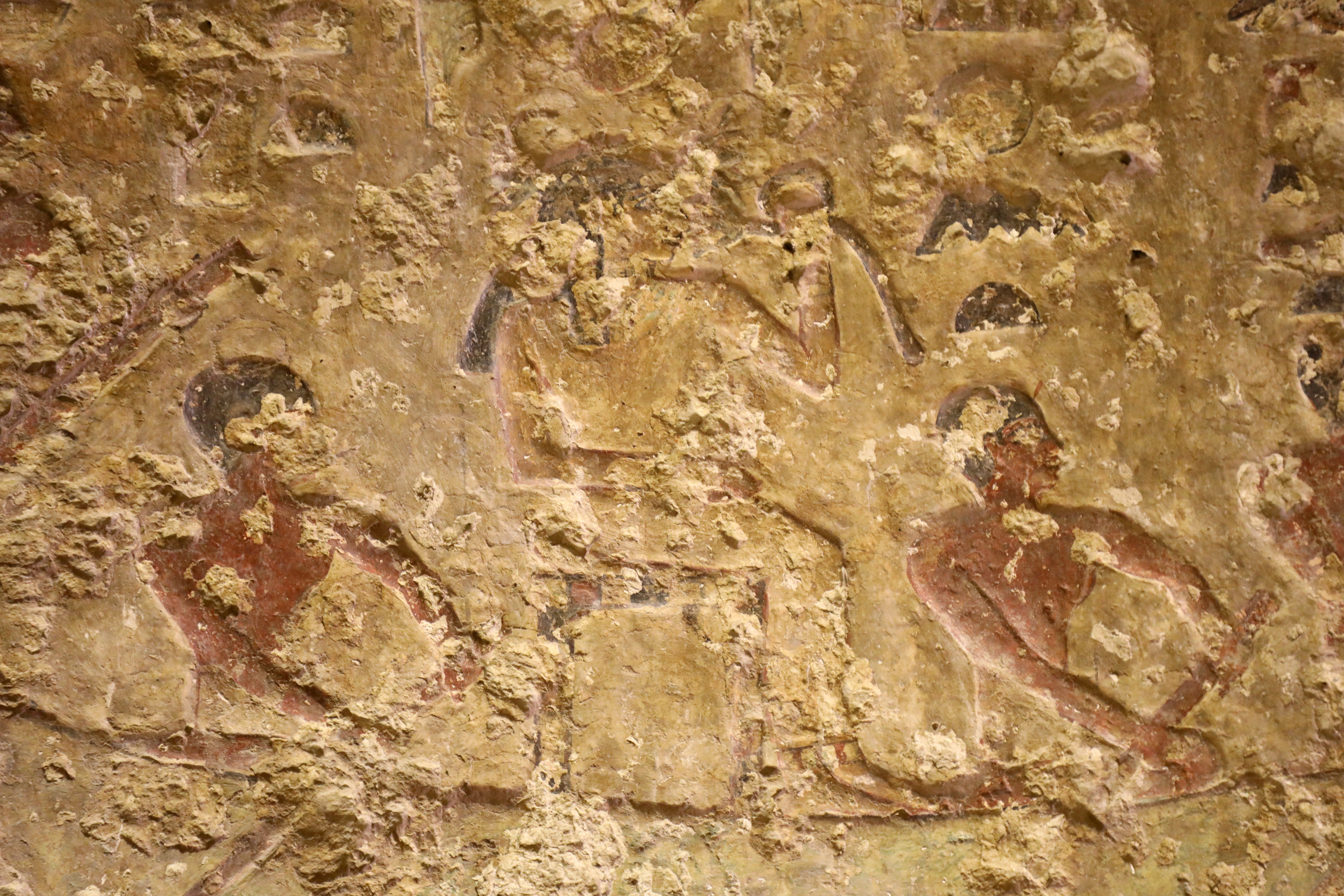
Bootsszene mit Iufi (Ausschnitt)

Die Abstammung Iufis ist unklar. Sie war verheiratet mit Kachenet (II.), der unter anderem als Palastvorsteher und Vorsteher aller Arbeiten des Königs diente. Aus der Ehe gingen mindestens zwei Söhne namens Rahotep und Kaires hervor. Bei Kachenet (I.) dürfte es sich entgegen früheren Vermutungen nicht um einen weiteren Sohn, sondern um den Vater Kachenets (II.) gehandelt haben. Iufi trug den Titel einer leiblichen Königstochter, ebenso trug ihr Mann den Titel eines leiblichen Königssohns, was für Provinzbeamte recht ungewöhnlich war. Zudem wurden die Nennungen dieser Titel in ihrem Grab zu einem unbekannten Zeitpunkt teilweise getilgt. Daraus wurde geschlossen, dass beide wohl nicht direkt mit dem Königshaus verwandt waren und die Titel nur ehrenhalber, vielleicht nicht einmal rechtmäßig getragen hatten. Andererseits spricht die Grabdekoration dafür, dass Iufi tatsächlich eine sehr hochrangige Person, vielleicht sogar tatsächlich eine Königstochter war. In einer Szene sind Iufi und Kachenet in zwei verschiedenen Booten dargestellt, Iufi allerdings im vorderen, wodurch ihr eine ranghörere Position als ihrem Mann zugewiesen wird.

## Titel
Iufi trug folgende Titel: Königsschmuck, Königstochter, leibliche Königstochter [fehlerhaft geschrieben], Gottesdienerin der Neith.

## Grabstätte

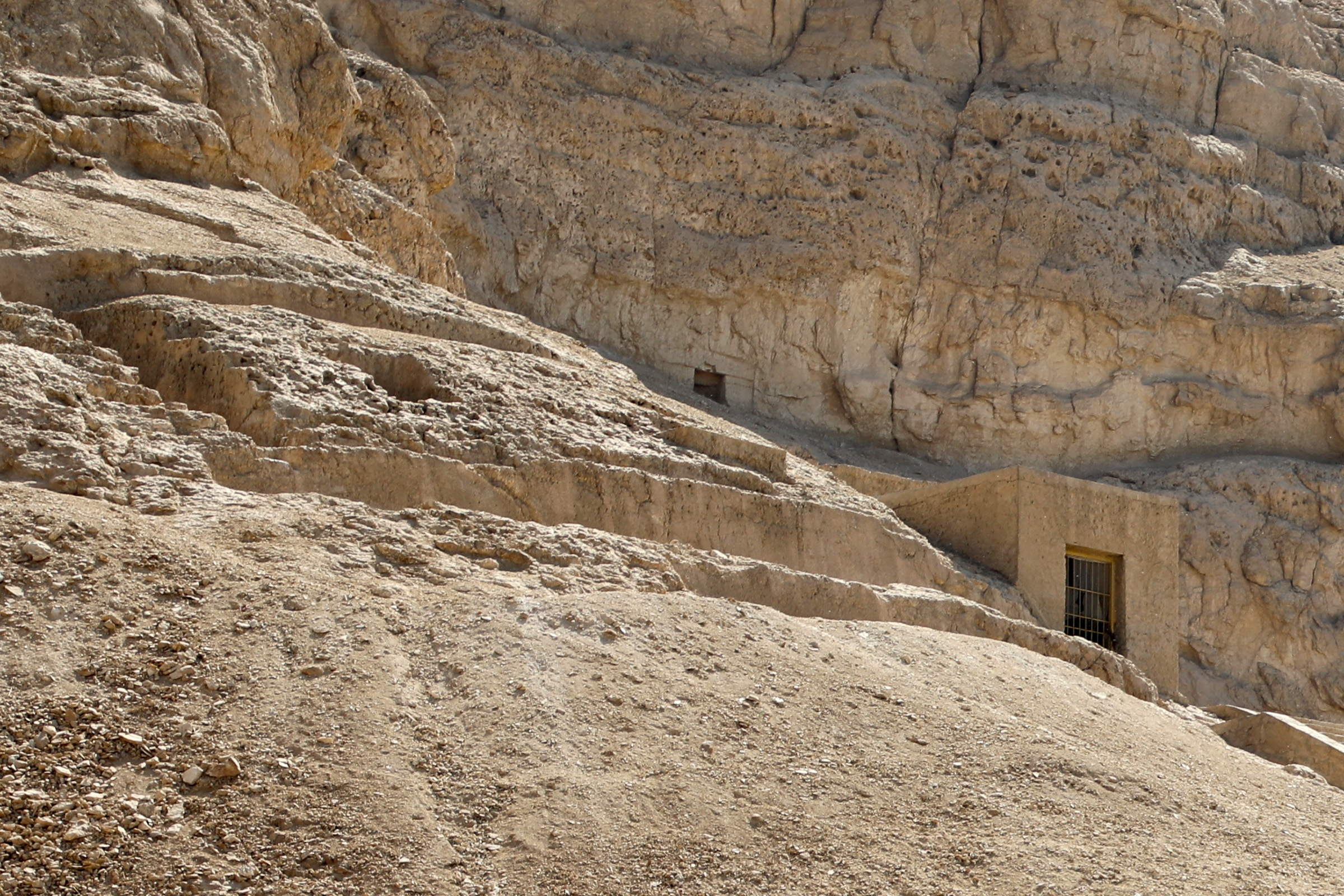
Das Felsgrab A2 in Hemamieh

Iufi wurde in dem Felsgrab A2 ihres Mannes in Hemamieh beigesetzt. Sie ist hier mehrfach zusammen mit ihrem Mann auf Wandreliefs und durch Statuen repräsentiert.